# Congonhas do Norte
Congonhas do Norte là một đô thị thuộc bang Minas Gerais, Brasil. Đô thị này có diện tích 483,002 km², dân số năm 2007 là 5110 người, mật độ 10,7 người/km².